# Kneževina Transilvanija
Kneževina Transilvanija, tudi Sedmograška, notranje avtonomna vladavina na Balkanu v obdobju 1570 – 1867.
Kneževina Transilvanija se je razvila kot turška vazalna država iz enega od treh delov, na katere je po porazu ogrske vojske proti Turkom pri Mohaču (1526) razpadla kraljevina Ogrska. Njen prvi knez, Ivan I. Zapolja, se je sprva proglašal tudi za ogrskega kralja. Njegov sin, Ivan II. Sigismund se je leta 1570 odpovedal temu nazivu v korist cesarja Maksimilijana II.; tedaj so tudi Habsburžani priznali Ivana II. Sigismunda za transilvanskega kneza. Kneževini Transilvaniji so odtlej dokaj samostojno vladali domači voljeni knezi, ki pa so morali dobiti potrditev od Porte. V takšnih okoliščinah je bila blaginja dežele odvisna od nadarjenosti vsakokratnega kneza in njegove politične spretnosti pri lovljenju ravnotežja na meji med habsburškim in turškim vplivom.
Transilvanija se je gospodarsko hitro razvijala že od 13. stoletja, ko so ogrski kralji tja povabili nemške koloniste iz osrednje Evrope, ki so v zgodovini dobili neposrečeno poimenovanje Transilvanski Sasi. Do prihoda Turkov so deželo gospodarsko razvili; že tedaj je doživela svojo prvo zlato dobo. V 15. stoletju so bližina Turkov, njihova ropanja in ugrabljanja ljudi ter potrebe po vlaganjih v varnost položaj prebivalcev močno poslabšale. Po drugi strani je verska svoboda, ki so jo transilvanski knezi zagotovili v času verskih vojn v Evropi in ji Turki niso nasprotovali, pomenila za verske pribežnike iz Evrope neke vrste raj. Sloves Transilvanije kot obljubljene, nekoliko skrivnostne dežele je utrdilo vladanje dveh zaporednih razumnih knezov. Gábor Bethlen (1613-29) je s svojo politično nadarjenostjo uredil razmere v deželi in uspel njen vpliv uveljaviti tudi v zunanji politiki. Gáborjev dvor v Albi Juliji je postal kulturni otok, na katerega so se med tridesetletno vojno zatekali priznani evropski intelektualci. Njegov naslednik, Jurij I. Rákóczi (1629-48), je znal zlato dobo Transilvanije podaljšati še za čas svojega vladanja. Tudi od Turkov postavljeni Mihael I. Apafi (1661-90) se je izkazal kot pameten politik; ni se, tako kot je zahtevala Porta, vmešaval v boje med Habsburžani in Turki in je raje od daleč opazoval, kako se Turki po drugem porazu pred Dunajem umikajo, in se istočasno politično približeval Habsburžanom. Po turškem porazu v drugi bitki pri Mohaču (1687) so cesarski vojaki zavzeli tudi Transilvanijo. Habsburžani so Apafijevega sina Mihaela II. prisilili, da se je odpovedal knežjemu naslovu in na čelo Transilvanije postavili cesarskega guvernerja.
V obdobju 1711 – 1867 je bila kneževina Transilvanija habsburška kronska dežela, ki so jo v imenu vsakokratnega cesarja po transilvanskih zakonih upravljali guvernerji. Čeprav so Habsburžani tako nemškim protestantom kot romunskim pravoslavcem vsiljevali katolicizem, zaradi oddaljenosti dežele niso uspeli in so se morali sprijazniti s prisotnostjo romunske pravoslavne Cerkve, ki ji je pripadalo večinsko prebivalstvo. V deželo so še naprej prihajali protestantski izgnanci iz avstrijskih dežel in kriptoprotestanti. Marija Terezija je v poudarek samostojnosti Transilvanijo razglasila za Veliko kneževino. Med marčno revolucijo (1848) so se Transilvanci borili na strani Avstrijcev, ker so jim ogrski revolucionarji nameravali odvzeti samostojnost. To se je dejansko zgodilo po preoblikovanju Avstrijskega cesarstva v Avstro-ogrsko dvojno monarhijo (1867). Transilvanija je bila vključena v ogrski del monarhije, Translajtanijo, katere ustava, ki so jo spisali ogrski plemiči, je Transilvaniji odvzela status kneževine in samostojnost; Transilvanija je postala ena od pokrajin Translajtanije.

## Uvod
Zgodovinska pokrajina Transilvanija, visoka planota, obkrožena z Južnimi in Vzhodnimi Karpati ter gorovjem Apuseni na zahodu, je bila, kot pove že latinski izvor njenega imena, dežela onkraj gozdov (tera ultra silvam, Ultrasilvanija ali Transsilvanija). Rimljani so tu (in v Olteniji) leta 106 ustanovili edino rimsko provinco, ki je ležala vzhodno od rečne meje Ren-Donava, Dakijo. Vendar je niso mogli braniti in so se leta 271 umaknili nazaj čez Donavo. V 165 letih se je prebivalstvo romaniziralo, rodil se je predhodnik romunskega jezika.
Ni pisnih dokumentov o življenju prebivalcev Transilvanije v naslednjih stoletjih, ko so preko ozemlja prehajali vedno novi valovi ljudstev iz vzhoda, med njimi Vizigoti, Huni, Gepidi, Avari, Slovani. Zadnji so prišli Ogri, ki so vznemirili Evropo vse do sedanje Francije, po porazu z vojsko cesarja Otona Velikega na Leškem polju (955) pa so se ustalili v Panonski nižini in zasedli tudi del transilvanske planote.

## Pod ogrskimi kralji
Ogri so imeli Transilvanijo za mejno deželo. Mejo so ustvarili z obrambnimi puščami, t. j. nenaseljenimi, težko prehodnimi pasovi ozemlja, dodatno utrjenimi z zemeljskimi nasipi in trdnjavami. V deželo, redko naseljeno z vlaškim (romunskim) pastirskim prebivalstvom, so iz ostalih predelov Ogrske naselili Sekle (ali Seklerje), bojevito ljudstvo nepojasnjenega izvora, ki naj bi branilo mejo pred sosednjimi Kumani in drugimi zunanjimi sovražniki.
V 12. stoletju je ogrski kralj Geza II. (vladal 1141-1162) južno mejo svoje države v Transilvaniji pomaknil preko porečja reke Olt do Južnih Karpatov. Na slabo obljudeno ozemlje je povabil kmete in obrtnike iz gosto naseljenih območij Porenja, porečja Mozele, Flandrije, Valonije, da deželo kolonizirajo in jo branijo. Zanje se je ustalilo z današnjega stališča napačno poimenovanje - Transilvanski Sasi, pač po latinski besedi za Germane, Saxones. Prvi naseljenci so se naselili na lokaciji mesta Sibiu. Naseljeni so bili na kraljevi zemlji, podrejeni direktno kralju ali njegovemu namestniku, neodvisni torej od posvetnega in cerkvenega plemstva. S sabo so prinesli znanje in od kralja dobili številne privilegije, kar je vse omogočalo njihov hiter gospodarski napredek. Kralj Andrej II. je dal njihove privilegije vpisati v listino – zlato bulo. Leta 1211 je povabil v transilvansko pokrajino Țara Bârsei (nemško Burzenland, z Brașovom kot najpomembnejšim mestom) Nemški viteški red, ki naj bi tudi ščitil deželo pred zunanjimi nevarnostmi. Ko pa so vitezi leta 1225 od papeža zahtevali, da jim dovoli ustanoviti lastno državo, jim je kralj odrekel gostoljubje in jih izgnal.
Leta 1241 je Transilvanijo, tako kot vso Ogrsko, močno prizadela invazija Mongolov. Saški priseljenci so se po njihovem odhodu hitro opomogli in sledilo je dolgo obdobje hitrega gospodarskega vzpona. Sasi so ustanovili številna mesta, trge in vasi, med njimi mesta Sibiu (nemško Hermannstadt), Brașov (Kronstadt), Cluj-Napoca (Klausenburg), Sebeș (Mühlbach), Sighișoara (Sighisoara), Mediaș (Medias) in Bistrița (Bistrita), ki so še danes najpomembnejša v deželi, ki se v nemščini imenuje Siebenburgenland – Sedmograška, čeprav je bilo ustanovljenih mest, trgov in vasi veliko več, kakih 270.
Sasi so v mestih, kjer znotraj obzidij Vlahom-Romunom naseljevanje do 19. stoletja ni bilo dovoljeno, zgradili in ustanovili vse gospodarske, družbene in kulturne institucije, ki so jih poznali v domovini. Vera je bila katoliška, dokler se v 16. stoletju niso začeli navduševati za protestantizem. Privilegiji in relativno mirno obdobje po odhodu Mongolov je pripeljalo do prvega gospodarskega in tudi kulturnega razcveta Transilvanije.
Večino transilvanskega ozemlja pa so še vedno zasedali avtohtoni vlaški (romunski) prebivalci. Bili so večinoma pastirji, ki so se za svojimi čredami selili po deželi. Imeli so svoje plemstvo s podedovanimi plemenskimi pravicami. Te pa v ogrski državi niso bile priznane, dokler jih ni potrdil kralj. Za ogrskega kralja je bila moteča njihova pravoslavna vera. Vlaškim plemičem je potrdil fevdalno pravico le pod pogojem, da so prestopili v katoliško vero. Mnogi transilvanski plemiči so to storili, kot npr. znane rodbine Hunyadi, Bedőházi, Bilkei, Ilosvai, Drágffy, Dánfi, Rékási, Dobozi, Mutnoki, Dési, Majláth, in tako postali del ogrskega plemstva. Nekateri med njimi so se kasneje tudi zelo uveljavili, kot npr. Hunyadi. Večina pa v katolicizem ni prestopila. Proces prestopanja je zlasti pospešil dekret, naperjen proti Vlahom, ki ga je kralj Ludvik I. izdal leta 1366, ko se je zadrževal v mestu Torda (danes Turda) in so se ogrski plemiči pritožili nad (po njihovem) neprimernim obnašanjem Vlahov. Z dekretom so podložniki vlaških zemljiških gospodov, ki od kralja niso dobili listine o priznanju plemiškega položaja, postali povsem brezpravni.
Vlaškemu prebivalstvu v Transilvaniji je vladal knez oz. vojvoda. Fevdalno je bila dežela razdeljena v 7 grofij. Območja, ki so jih naseljevali Sekli in Sasi, so bila izvzeta iz fevdalnega sistema. Sasi in Sekli so imeli svoje upravne enote, ki so se latinsko imenovale sedes-sedeži in so bile podrejene neposredno kralju oz. kraljevemu uradniku (zanje so veljali drugi zakoni). Svoje uradnike in predstavnike so volili sami.
Ogrski plemiči (oz. vlaški, ki so se pomadžarili) so se sestajali vsaj enkrat letno na travniku pri mestu Tordi (danes Turda), kjer je njihov zbor vodil transilvanski vojvoda oz. pogosteje njegov namestnik. Na zboru so potrjevali vojvodove predloge. Na zbor so, kadar je bila potrebna usklajena akcija, vabili tudi predstavnike Sasov in Seklov.
Po porazu krščanske vojske proti Turkom pri Nikopolju (1396) so začele v bogato Transilvanijo vse pogosteje vdirati turške roparske tolpe (akindžije). Po letu 1420 se je to dogajalo kar vsako leto. Prebivalci so bili prisiljeni poskrbeti za svojo varnost. Mesta in vasi so začeli obdajati z visokimi obzidji. Mestne utrdbe in v vaseh trdnjavske cerkve z visokimi obzidji, skladišči in začasnimi prebivališči za bližnje prebivalstvo so še danes značilnost transilvanske pokrajine.
Turško ropanje, ugrabljanje ljudi in vse večja vlaganja v obrambo so močno posegli v življenje prebivalstva. Zemljiški gospodje so od kmetov zahtevali, da se oborožijo. Država in cerkev so prebivalstvu nalagali vse večje davke. Transilvanskega blagostanja je bilo konec. 

### Zveza treh stanov
Tako je leta 1437-38 prišlo do prvega upora, v katerem so se edinkrat (in tudi tedaj le začasno) med seboj povezali vlaški prebivalci in priseljenci. Upor je sprožil škof György Lépes, ki je zahteval plačilo desetine v novih kovancih vključno z zaostanki za tri leta, ko ni hotel sprejemati starih. Vrh tega je zahteval desetino tudi od malih plemičev in vlaških prebivalcev, ki jim dotlej teh dajatev ni bilo treba plačevati, in je kmetom vse bolj omejeval pravico do preseljevanja. Uporne čete, ki jih je vodil obubožani plemič Antal Budai Nagy, so premagale vojsko vojvode Laszla Csákija, in s sporazumom, sklenjenim 6. julija 1437 v Kolozsmonostru (danes znotraj mesta Cluj-Napoca) , dosegle pomembne ugodnosti: »skupnost prebivalcev kraljestva« (universitas regnicolarum), kot so se imenovali, je dobila obljubo nižjih cerkvenih dajatev, obljubo svobodnega preseljevanja in odprave none oziroma gospodove desetine; na letnih srečanjih kmetov naj bi preverjali spoštovanje teh določil in kaznovali zemljiške gospode, ki jih ne bi upoštevali. Sporazum je dotlej neprivilegiranim slojem obljubljal izboljšanje razmer. Toda že septembra so ogrski plemiči, saksonski meščani in sekelski svobodni vojščaki med seboj sklenili dogovor, da bodo skupaj nastopili proti kmetom. Do januarja 1438 so si kmete podredili in februarja svoj dogovor kodificirali z ustanovitvijo »zveze treh narodov« (unio trium nationum), danes bi rekli »zveze treh stanov«, ki je odtlej nekaj stoletij veljala za ustanovni temelj transilvanskih stanov.
Turki, ki so vsako leto ropali po Transilvaniji, niso kazali želje, da si deželo podredijo. Sultan Sulejman I. Veliki si je za cilj izbral Ogrsko in Habsburško monarhijo. Leta 1526 je pri Mohaču uničil ogrsko vojsko. V bitki je padel tudi mladi ogrski kralj Ludvik II., ki je bil brez potomca.

## Vzhodno ogrsko kraljestvo in rodbina Zapolja
V času šibke jagelonske vlade na Ogrskem  so mnogi ogrski plemiči ponovno zahtevali izvolitev »narodnega kralja«. Transilvanski plemič, Ivan I. Zapolja, ki se je že večkrat izkazal v boju proti Turkom (in tudi proti upornim kmetom pri Temišvaru leta 1514), je začutil priložnost in se je dal na ogrskem državnem zboru v Stolnem Beogradu (novembra 1526) od prisotnega plemstva kronati za ogrskega kralja. S tem se ni strinjal habsburški nadvojvoda Ferdinand I., ki je imel po pogodbi, sklenjeni leta 1491 v Bratislavi med habsburško in jagelonsko dinastijo, pravico do ogrske krone. Naslednji mesec se je tudi on dal od svojih pristašev v Bratislavi kronati za ogrskega kralja.
Habsburška vojska je začela Ivana izrivati iz Ogrske in mnogi njegovi pristaši so prestopili na habsburško stran. Ivan se je sprva zatekel v Transilvanijo, kjer je bila njegova oblast najmočnejša, in potem na Poljsko. Januarja 1528 mu je Sulejman s pogodbo v Carigradu zagotovil vojaško pomoč proti Ferdinandu in ga priznal za edinega zakonitega vladarja ozemelj, ki so jih zavzeli Turki. 
V letih, ki so sledila, so bil spopadi med obema ogrskima kraljema pogosti in Ivan je spoznal, da njegovo potegovanje za ogrsko krono v resnici koristi Turkom. Zato je 24. februarja 1538 sklenil v Nagyváradu s Ferdinandom skrivno pogodbo, po kateri naj bi po Ivanovi smrti ogrski prestol zasedli Habsburžani v zameno za veliko odškodnino. Toda Ivan, ki tedaj še ni imel otrok, se je naslednje leto poročil s hčerko poljskega kralja Sigismunda I., Izabelo, ki mu je leta 1540, dva tedna pred Ivanovo smrtjo, rodila sina. Ivanov mogočni svetovalec, varadski škof Juraj Utišinović Martinušević je v nasprotju z varadsko pogodbo dosegel, da je ogrski državni zbor Ivanovega sina izvoli za novega ogrskega kralja Ivana II. Sigismunda. Porta je izvolitev priznala in regentu Martinuševiću obljubila pomoč.
Leta 1541 je Sulejmanova vojska osvojila Budim, ki so ga Turki obdržali naslednjih 145 let. Izabeli in njenemu sinu Ivanu je v zameno za letni tribut dodelil v upravljanje ozemlje vzhodno od reke Tise in Transilvanijo. Tako so se izoblikovale tri Ogrske: na zahodu in severu habsburška «Kraljeva« Ogrska, na vzhodu Vzhodna Ogrska, iz katere se je kasneje razvila kneževina Transilvanija, ter v osrednjem delu med njima Osmanska Ogrska. Takšna razdelitev je trajala potem še naslednjih 150 let.
V Transilvaniji je regent Martinušević sprevidel, da je naredil napako, ko ni upošteval varadske pogodbe. Ponovno se je začel pogajati s Ferdinandom in leta 1549 s pogodbo zamenjal (čeprav je mati Izabela temu nasprotovala) Ivanov položaj v Vzhodni Ogrski za vojvodini Oppeln in Ratibor v Šleziji. Ferdinandova vojska je leta 1551 zavzela Vzhodno Ogrsko. Izabela se je z Ivanom umaknila na Poljsko. Martinušević je s svojimi nerazumljivimi političnimi potezami postal sumljiv tako Turkom kot Habsburžanom in ti so ga dali ubiti.
Vendar se Habsburžani v Vzhodni Ogrski niso mogli obdržati. Na pobudo Sulejmana je ogrski državni zbor leta 1556 povabil Ivana II. Sigismunda in njegovo mater, da prevzameta oblast v Vzhodni Ogrski. Ivan je bil tedaj že dobro izobražen, govoril je osem jezikov in igral več inštrumentov. 

### Dežela verske strpnosti
Že Ivan I. Zapolja se je začel, potem ko ga je papež Klemen VII. zaradi sodelovanja s Turki izobčil, zanimati za protestantizem. Njegov kulturno razgledani sin Ivan II. Sigismund, vzgojen kot versko strpen katoličan, pa je celo prestopil v protestantsko vero in nazadnje v uniatsko cerkev. Pod njegovim vplivom je transilvanski zbor januarja 1568 v Tordi (Turdi) izdal edikt, ki je dovoljeval krajevnim komunam, da same izbirajo svoje pridigarje. Luteranci, kalvinisti, uniati in katoličani so dobili zaščito oblasti, do pravoslavne večine pa je bila oblast tolerantna. V času, ko so v Evropi preganjali protestante, je bil edikt edinstven dosežek verske tolerance. Čeprav je pri Ivanovih naslednikih nekoliko izgubil na veljavi, je Transilvanija v Evropi zaslovela kot dežela verske strpnosti. V času protireformacije je pritegnila nove valove priseljencev in intelektualcev, ki so bežali pred verskim preganjanjem.
Ivan si je naziv ogrskega kralja pripisoval do leta 1570. Tedaj je s Ferdinandovim naslednikom, cesarjem Maksimilijanom II. v Speyerju sklenil sporazum, s katerim se je odpovedal ogrski kroni; Maksimilijana II. je priznal za kralja Ogrske, Maksimilijan pa je Ivana priznal za kneza Transilvanije in svojega vazala. Tedaj je Transilvanija za zahodni svet uradno postala kneževina, ki je poleg geografskega območja Transilvanije vključevala še del obrobja Panonske nižine.

## Kneževina Transilvanija v letih 1570-1711
Po smrti Ivana II. Sigismunda (1571), ki je umrl brez potomcev, je transilvanske vladarje volil transilvanski zbor iz vrst domačih plemiških rodbin (Báthory, Bocskai, Bethlen, Rákóczi), njihova legitimnost pa je v glavnem izvirala iz atname, listine, s katero jih je Porta potrdila in jim hkrati zagotovila osmansko pomoč v nevarnostih od zunaj in od znotraj. V takšnih okoliščinah je blaginja Transilvanije rasla in upadala z nadarjenostjo in politično spretnostjo vsakokratnega vladajočega kneza.
Ivana II. Sigismunda je na položaju transilvanskega kneza nasledil izredno sposobni Štefan Báthory. Januarja 1576 so ga Poljaki izvolili za poljskega kralja in položaj transilvanskega kneza je prepustil svojemu bratu Krištofu, ta pa po smrti 1581 svojemu sinu Sigismund Báthoriju (1586–1602).
V tem času so se okrepile vojaške aktivnosti med Turki in Habsburžani. Po bleščeči zmagi avstrijske vojske v bitki pri Sisku (22. junija 1593), h kateri so veliko prispevali tudi vojaki in plemiči iz Kranjske, se je razvila dolgotrajna vojna (1592-1606), v kateri so se na obeh straneh vrstile zmage in porazi. Od leta 1595 so na habsburški strani sodelovale tudi transilvanske čete. V Transilvaniji se je vojna kmalu razvila v štiristranski spor, ki je v medsebojni boj zapletel Transilvance, Habsburžane, Turke in kneževino Vlaško pod vodstvom Mihaela Hrabrega. Ta je za kratek čas zavladal vsem romunskim pokrajinam, Vlaški, Transilvaniji in Moldaviji. Njegovemu uboju leta 1601 (ubili so ga zavezniški avstrijski vojaki) je sledilo eno najhujših obdobij v transilvanski zgodovini, ko je italijanski general v habsburški službi Giorgio Batista s terorističnimi metodami ponemčeval in rekatoliziral deželo: zatiral je že sicer stradajoče prebivalstvo, množično je preganjal protestante, dovoljeval, da so njegovi vojaki neusmiljeno ropali po vaseh, in zahteval nemogoče odkupnine od mest, ki so še kazala znake blaginje.

### Upor Istvána Bocskaija
To je spodbudilo bogatega kalvinističnega plemiča Istvána Bocskaija, ki je bil sprva zagovornik prohabsburške usmerjenosti, da se je uprl. Kmalu je dobil široko podporo in bil februarja 1605 izvoljen za kneza Transilvanije. Dva meseca kasneje so ga stanovi Gornje Ogrske razglasili za kneza Ogrske. V pogajanjih z dunajskim dvorom je uspel skleniti mirovno pogodbo (23. junija1606), ki je terjala od Habsburžanov, da spoštujejo versko svobodo protestantov in da v ogrsko upravo ne imenujejo tujcev. Dunajski dvor ga je priznal za kneza neodvisne in povečane Transilvanije (glej sliko). Novembra 1606 je v Zsitva Toroku sklenil s Habsburžani in Turki dvajsetletni mir. Žal je Bocskay še pred koncem leta umrl.

### Zlata doba Transilvanije
Njegovi smrti je sledilo nekaj let nestabilnosti , dokler ni leta 1613 s turško podporo postal transilvanski knez Gábor Bethlen (1613-29). S svojimi izjemnimi organizatorskimi sposobnostmi in politično nadarjenostjo si je pridobil simpatije Transilvancev. Naredil je konec krvavim obračunom v deželi, uvedel redno plačano vojsko, uredil pobiranje davkov in tako učvrstil notranji trg in položaj Transilvanije. Njegov dvor v Albi Iuliji, (Gyulafehérvár) je postal kulturni otok, na katerega so se pred tridesetletno vojno zatekali tudi priznani nemški profesorji. Transilvanija je tedaj veljala za idealno potencialno zaveznico protestantov in protihabsburških sil, ki bi lahko bila nosilec združitve Ogrske in nemara celo obnovitve Matijevega »cesarstva«.
Gábor Bethlen se je pridružil uporu čeških stanov proti novemu cesarju Ferdinandu II. Jeseni 1619 je njegova vojska osvojila Gornjo Ogrsko, se združila z vojskama Češke in Moravske ter oblegala Dunaj. Čeprav je bil prisiljen umakniti se, mu je premirje, ki je sledilo, prineslo precejšne koristi. Pod svojim nadzorstvom je obdržal ozemlja, ki jih je osvojil med pohodom; še več, ogrski državni zbor je odstavil Habsburžane in ga 25. avgusta 1620 razglasil za kralja Ogrske. Po porazu Čehov v bitki na Beli gori, 8. novembra 1620 (Bethlenove čete so tja prispele prepozno, da bi preprečile poraz), se je z mirom v Mikulovu (31. decembra 1621) odpovedal kraljevemu naslovu in večini zasedenih ozemelj, pridobil pa je knežje posesti v Šleziji in sedem županij v Gornji Ogrski. Toda po letu 1626 pri ogrskih stanovih Bethlenova politika ni bila več priljubljena; očitali so mu, da si skuša prilastiti preveč oblasti in se zbali za svoje koristi. 
Po manjši nasledstveni krizi, ki je nastopila po Bethlenovi smrti, je transilvanski zbor leta 1629 izvoli za novega kneza Bethlenovega zaupnika Jurija I. Rákóczija (madžarsko: I. Rákóczi György, 1629-48). Previdnemu in zanesljivemu novemu knezu je uspelo, da je transilvansko zlato dobo podaljšal do konca svojega vladanja. Leta 1644 se je v zadnji fazi tridesetletne vojne pridružil švedsko-francoski zvezi in njegova vojska je ob spremenljivi vojni sreči zasedla Gornjo Ogrsko, ter vdrla na Moravsko, kjer se je združila s četami švedskega poveljnika, grofa Lennarta Torstenssona. Z linškim mirom, sklenjenim proti koncu leta 1645, je dobil nazaj sedem županij, ki so bile ob Bethlenovi smrti vrnjene Habsburžanom. Ob koncu tridesetletne vojne je bil ugled Transilvanije tolikšen, da je bila ena izmed sopodpisnic vestfalskih mirovnih pogodb.

### Konec razcveta
Transilvanija je bila ob Rákóczijevi smrti (1648) na vrhuncu blaginje, ki pa se je končala takoj, ko je zavladal njegov sin Jurij II. Rákóczi (1648-60). Pomanjkanje politične presoje in osebna častihlepnost sta novega kneza premamili, da se je odzval na povabilo švedskega kralja Karla X. Gustava, ki je leta 1655 zavzel Poljsko. Ko se je Karel znašel pred habsburško-rusko-nizozemsko-dansko koalicijo, je poklical na pomoč transilvanskega kneza in mu ponudil v zameno poljsko krono. Jurij II. je v začetku leta 1657 prikorakal na Poljsko in junija celo zasedel Varšavo. Toda med tem se je moral švedski kralj zaradi danskega napada vrniti domov, Poljaki pa so v protiofenzivi vdrli v Transilvanijo. Rákóczi si je kupil mir za neznansko odškodnino 1,2 milijona florintov, odhitel domov in pustil za seboj glavnino vojske, ki so jo na turški ukaz uničili Tatari. 
Avgusta 1658 je 120.000 Turkov in Tatarov navalilo na Transilvanijo in jo opustošilo. Po burnih dogodkih, v katerih sta se Rákóczi, ki je leta 1660 padel, in njegov poveljnik Janos Keméni še borila za oblast, je Porta leta 1661 imenovala za transilvanskega kneza svojo marioneto, Mihaela I. Apafija, ki je po smrti Keménija (1662) postal nesporen gospodar kneževine Transilvanije. 

### Zaostritev odnosov med dunajskim dvorom ter ogrskim in hrvaškim plemstvom. Thökölijeva vstaja
Cesarska vojska je bila v letu 1664 v bojih s Turki uspešna. Ker pa se je napovedovala nova kriza na Poljskem, je dunajski dvor po zmagi avgusta 1664 pri Monoštru v Vasvárju na hitro sklenil s Porto mir. Ogrski in hrvaški plemiči so bili mišljenja, da je bil, glede na uspehe na bojišču, mir sklenjen sramotno popustljivo. Razočarani so pripravljali zaroto proti cesarju, ki pa je bila razkrita, voditelji pa kaznovani s smrtjo (transilvanski udeleženec zarote, Ferenc I. Rákóczi, sin Jurija II. Rákóczija, se je uspel rešiti z ogromno odkupnino). Cesar Leopold I. je Ogre kaznoval z ukinitvijo njihove ustave in uvedbo centralne uprave. Vpeljani so bili pretirano visoki davki. Začelo se je divje preganjanje protestantov. Razpuščeni sta bili dve tretjini madžarskih vojakov. Ta nezadovoljna in za boj sposobna sila (kruci), v kateri je vedo tlel plamenček upora, se je umaknila v Transilvanijo in na obmejno območje, kjer so bili deležni turške podpore. Na njihovo čelo je stopil izredno nadarjeni poveljnik Imre Emeric Thököly, pripadnik razmeroma mlade plemiške družine, ki je bil pripravljen v upor vložiti svoje premoženje. Poleti 1678 je gibanje preraslo v Thökölijevo vstajo. Do leta 1680 je njegova konjenica napadala celo tako oddaljene dežele, kot je bila Moravska in osvojila več trdnjav in mest v Gornji Ogrski. Thököliju so vojaški uspehi prinesli mednarodni sloves.
Dunajski dvor je sprevidel svojo napako. Odpravil je davčno reformo, protestantom pa priznal svobodo veroizpovedi. Leta 1681 so na ogrskem državnem zboru po dolgem času izvolili palatina; oblast je bila ponovno razdeljena med stanove in krono. Kruci se zbora, kljub povabilu, niso udeležili. Thököly je nadaljeval boje in po zavzetju Košic (na zemljevidu po madžarsko Kassa) jeseni 1682 prejel od Porte imenovanje za kneza Gornje Ogrske, četrte države na ozemlju nekdanje Ogrske. Zavzeto se je lotil oblikovanja oblasti, ki naj bi postala nosilka nove ogrske državnosti.
Apafi, knez Transilvanije, je to dogajanje opazoval od strani. Ni ubogal ukazov Porte, ki je v letih 1681-82 zahtevala naj napade kraljevo Ogrsko. Očitno je razmerje moči med osmanskim in habsburškim cesarstvom ocenjeval realneje od Thökölija. Turki so leta 1683 sicer prodrli do Dunaja, a so tam doživeli poraz in se naslednja leta umikali. Apafi se je med tem po diplomatski poti približeval Dunaju. Po katastrofalnem porazu Turkov v drugi bitki pri Mohaču (1687) so cesarski vojaki zavzeli tudi Transilvanijo. Cesar je priznal Apafija za transilvanskega kneza. Transilvanija je odtlej plačevala davek Dunaju; bil je večji od tistega, ki ga je zahtevala Porta. Po Apafijevi smrti je cesar 16. oktobra 1690 objavil listino Diploma Leopoldinum, ki je določala ustavni status Transilvanije do leta 1848; kneževino Transilvanijo naj bi, kot ločeno provinco Ogrskega kraljestva, postopoma začela po transilvanskih zakonih upravljati transilvanska dvorna pisarna.

### Kneževina Transilvanija pod habsburško oblastjo
Na Ogrskem se je Leopoldova vlada sistematično lotila uresničevanja svojih načrtov. Na ogrskem državnem zboru leta 1687 so ogrski stanovi popustili cesarju glede sprememb v ustavi (pod pritiskom Caraffovih vislic v Prešovu) in priznali Habsburžanom dedno pravico do ogrskega prestola. Hkrati so se odpovedali pravici upora, ki jim je bila dana leta 1222 z zlato bulo kralja Andreja. Ogrska je s tem postala dedna monarhija.
Po tem uspehu je Leopold na Madžare še bolj pritisnil. Ozemlja, osvobojena od Turkov, so Habsburžani vračali lastnikom samo, če so ti lahko dokazali svoje lastništvo; pa tudi v tem primeru so morali prispevati 10 % vrednosti posesti za vojno odškodnino. Madžarske polke in posadke trdnjav so razpustili in ukazali porušiti utrdbe, novo obrambno črto naj bi v bodoče varovali Srbi, ki so pobegnili pred vračajočimi se Turki. V deželo, ki je v vojni izgubila mnogo prebivalcev, so naseljevali Nemce, nemški viteški red je dobil v zakup široka območja med Donavo in Tiso. Vse to je leta 1697 pripeljalo do vstaje nekdanjih Thökölijevih častnikov, ki pa je bila zadušena. Leta 1703, v času španske nasledstvene vojne, ki je vezala velik del habsburške vojaške moči, je na čelo vstaje, ki je imela za cilj osamosvojitev Ogrske, stopil mlad plemič Ferenc II. Rakoczi, ki si je obetal pomoč tudi od francoskega kralja Ludvika XIV. A tudi njegova vstaja je leta 1711 propadla, potem ko je ostal brez vsakršne pomoči od zunaj.
V Transilvaniji so Habsburžani gradili centralizirano oblast in si pri tem pomagali tudi z vero. Ustvarjali so spore med protestanti in maloštevilnimi katoliki, vernike pravoslavne večine pa silili, da vstopijo v grško katoliško Cerkev, ki je sklenila unijo z rimskokatoliško Cerkvijo, ohranjala pa je pravoslavno liturgijo. Oblast je za prestop duhovnikom ponujala privilegije katoliških duhovnikov. Vendar se je preprosto prebivalstvo oklepalo pravoslavja, saj ga je enačilo s svojim bistvom in s svojo narodnostjo. Dunaj se je moral nazadnje sprijazniti z obstojem romunske pravoslavne Cerkve.
Leta 1697 se je Apafijev sin Mihael II. pod Habsburškim pritiskom odrekel knežji oblasti. Kneževina Transilvanija je postala ena od kronskih dežel Habsburške monarhije. To je leta 1699 potrdil tudi mirovni sporazum v Sremskih Karlovcih Do leta 1711, ko je propadel Rakoczijev boj za neodvisnost, so Habsburžani tudi v Transilvaniji utrdili svojo oblast. Transilvanske kneze so zamenjali habsburški cesarski guvernerji.

## Kneževina Transilvanija v letih 1711-1867
Transilvanija je v turških vojnah in zaradi kuge izgubila veliko prebivalcev. Od leta 1737, v času cesarja Karla VI., so Avstrijci na izpraznjena posestva, predvsem na območju okrog mesta Sibiu, naseljevali protestantske izgnance in kriptoprotestante iz avstrijskih dežel. Dežela je bila predaleč od Dunaja, da bi Habsburžani tam vztrajali pri katolištvu, zato je bila versko relativno svobodna. Več kot 3.000 protestantov je tja prišlo tudi okrog leta 1770, v času Marije Terezije. Marija Terezija je leta 1765 Transilvanijo razglasila za »Veliko vojvodino« in s tem poudarila njen neodvisni status znotraj Habsburške monarhije; šele s tem je pravzaprav resnično uveljavila diplomo Leopolda I. iz leta 1690. 
Leta 1784 je Transilvanija doživela največji kmečki upor. Trije tlačani, Horea (Vasile Ursu Nicola), Cloșca (Ion Oargă) in Crișan (Marcu Giurgiu) so 31. oktobra začeli upor v pokrajini Zaránd. Upor se je kmalu razširil po vsej Transilvaniji in po gorovju Apuseni. Ogrski plemiči so upor kruto zadušili, še preden je cesar Jožef II. ukazal vojski naj posreduje. Mnogo upornikov so pobili že plemiči, mnogo so jih kasneje obsodili na smrt, potem pa je cesar kazni spremenil v zapor, razen za tri voditelje. Leta 1785 je zakon Jožefa II. odpravil tlačanstvo.
Leta 1791 je transilvanski zbor zavrnil peticijo Romunov za enakopravnost.
Med marčno revolucijo leta 1848 so Transilvanci potegnili z Avstrijci, potem ko so uvideli, da ogrski revolucionarji nimajo posluha za njihove zahteve in hočejo ukiniti samostojnost Transilvanije. Transilvanske čete so se borile z Avstrijci proti Madžarom in Poljakom. Avstrijska ustava iz marca 1849 je uzakonila transilvansko Veliko kneževino kot ločeno kronsko deželo, popolnoma neodvisno od Ogrske.
Leta 1867, ob preoblikovanju Avstrijskega cesarstva v dvojno monarhijo Avstro-Ogrsko, je bila Transilvanija vključena v ogrski del monarhije, v Translajtanijo, katere ustavo so pisali ogrski plemiči. Transilvaniji so odvzeli notranjo avtonomijo in status kneževine; postala je pokrajina v Translajtaniji. O vsem so odtlej odločali Madžari, ki niso imeli večine in so se takšne situacije zato bali. Sledila je nasilna madžarizacija prebivalstva. Madžarščina je postala uradni jezik. 
Nemci so se madžarizaciji krčevito upirali in uspeli s pomočjo močne kulturne dediščine, ki so jo ustvarili v preteklih stoletjih. Društev, šol in kulturnih ustanov ni bilo možno kar izbrisati. Poleg tega so imeli v mestih večino in so bili gospodarsko močni. V slabšem položaju so bili Romuni. Ti so se zanašali na pomoč Romunije, ki se je ravno tedaj oblikovala v soseščini.

## Kasneje
Med tem ko je Transilvanija izgubila samostojnost, sta romunski kneževini Vlaška in Moldavija doživljali drugačno usodo. Leta 1859 sta se povezali v personalni uniji in se leta 1862 preimenovali v Združeni romunski kneževini. Ta se je leta 1877 z rusko pomočjo osvobodila odvisnosti od Turčije in se leta 1881 proglasila za Kraljevino Romunijo s prvim kraljem Karlom I.
Po prvi svetovni vojni, ki je pripeljala do razpada Avstro-Ogrske, je Transilvanija s trianonsko mirovno pogodbo (1920) pripadla kraljevini Romuniji. Transilvanci so od Romunije pričakovali narodnostno prijaznejšo politiko, a so se zmotili. Tudi romunska država je vodila trdo nacionalistično politiko.
Transilvanija je bila odtlej nekajkrat plen ali nagrada za vsakokratnega zmagovalca v vojni. 
Leta 1940, ko so Romunijo preplavili nacisti, so Transilvanijo dobili zavezniki nacistov, Madžari. Ko so sovjetske in romunske sile v drugi svetovni vojni naciste pregnale, pa je Transilvanija ponovno prišla v okrilje (to pot) Socialistične republike Romunije in s tem pod sovjetski vpliv.
Potomci Transilvanskih Sasov so se po drugi svetovni vojni množično selili v Nemčijo, ki jim je ponudila gostoljubje. Prvi val selitev je bil v 1950-tih letih, drugi v 1970-tih, v času trdega režima Nikolaja Ceaușesca in tretji v 1990-tih, po vpeljavi demokratične ureditve. Tako živi danes v Transilvaniji le še malo Nemcev (leta 2003 kakih 14.000), vendar je njihov vpliv še vedno velik, kar se čuti skozi nemške investicije. Ostale so tudi še nemške kulturne ustanove, cerkve, šole, časopis. Več je Seklov (okrog 600.000). Poleg romunskih napisov so v mestih še vedno prisotni tudi nemški in madžarski.